# Festival de la Cançó d'Eurovisió 2000
El XLV Festival de la Cançó d'Eurovisió fou retransmès el 13 de maig de 2000 en Estocolm, Suècia. Els presentadors van ser Anders Lundin i Kattis Ahlström, i la victòria va ser per al representant de Dinamarca, Olsen Brothers amb la cançó Fly on the Wings of Love.
En el concurs van participar vint-i-quatre països. Letònia va participar per primera vegada, mentre que Eslovàquia, Grècia i Hongria van decidir no competir, alegant motius econòmics. Finlàndia, Macedònia, Romania i Suïssa van tornar després del descens de l'edició anterior. Rússia també va tornar, després de la seva última participació el 1997. Mentrestant, Bòsnia i Hercegovina, Lituània, Polònia, Portugal i Eslovèniavan quedar relegats pel fet de tenir les puntuacions mitjanes més baixes de les cinc edicions anteriors.
El guanyador va ser Dinamarca amb la cançó " Fly on the Wings of Love ", interpretada pels germans Olsen i escrita pel germà gran Jørgen Olsen. Aquesta va ser la segona victòria de Dinamarca en el concurs, després de la seva victòria el 1963 gairebé 4 dècades abans. Rússia, Letònia, Estònia i Alemanya van completar els cinc primers. Tant Rússia com Estònia van aconseguir el seu millor resultat en el concurs fins ara, mentre que Letònia va aconseguir la millor posició per a un país debutant des del segon lloc de Polònia el 1994.. El dia de la seva victòria, Jørgen Olsen tenia 50 anys i 61 dies d'edat, el que el converteix en l'artista més vell que ha guanyat el concurs. Les edats combinades de The Olsen Brothers els converteixen en l'acte d'edat més gran que mai ha guanyat el concurs.
Patrocinat per Microsoft, el concurs també es va emetre a Austràlia, Canadà, Japó, Estats Units i per Internet per primera vegada.

## Ubicació
Ubicacions de les ciutats candidates: la ciutat amfitrió escollida està marcada en blau, mentre que les ciutats eliminades estan marcades en vermell.
Va ser la primera vegada des de l'any 1996 que el concurs es celebrava a l'Europa continental, havent-se celebrat, entremig, a Irlanda, el Regne Unit i Israel.
L'emissora sueca, SVT, va anunciar el 7 de juliol de 1999 que Estocolm seria la ciutat amfitriona del concurs de l'any 2000, i l'esdeveniment es va organitzar al Globe Arena . Es deia que s'havia escollit per la seva mida, per poder acollir una audiència de 16.000 espectadors -un nou rècord- i també perquè Estocolm no havia acollit el concurs des del 1975. També es va argumentar que seria una mica més barat que les altres opcions.
Els altres possibles candidats a la fase de licitació havien estat Scandinavium a Göteborg i Malmö Isstadion a Malmö. Abans havien acollit el 1985 i el 1992, respectivament.

## Producció
El Festival de la Cançó d'Eurovisió 2000 va ser produït per l'emissora pública sueca Sveriges Television (SVT). Svante Stockselius va exercir de productor executiu, Mattias Bratten com a director i Christine Marchal-Ortiz com a supervisora executiva. Els presentadors de televisió Kattis Åhlström i Anders Lundin van ser els presentadors del concurs de l'any 2000.
El disseny gràfic del concurs d'enguany va ser desenvolupat per Stockholm Design Lab i es va centrar al voltant d'un logotip estilitzat de la boca. Va rebre el premi Excel·lent Disseny Suec més tard aquell any. Va ser descrit pels seus dissenyadors com "una boca sensual, però estilísticament pura que representa la cançó, el diàleg i la parla", i més tard va ser una de les opcions possibles per al logotip genèric presentat al concurs de 2004. La suavitat de la boca es va contrastar amb una tipografia punxeguda, feta específicament per al concurs. Durant cada actuació, es mostraria una versió distorsionada de la bandera de cada país actuant a la boca al costat de l'escenari. El logotip del concurs de l'any 2000 es va presentar el 17 de febrer de 2000.
El sorteig per determinar l'ordre de funcionament dels països competidors es va celebrar el 21 de novembre de 1999.
El 13 de maig de 2000, el dia del concurs, EMI Records i CMC International van publicar un àlbum recopilatori amb les 24 entrades en competició.

### Actes d'obertura i intervals
L'obertura del concurs va començar amb un vídeo sobre la Suècia contemporània. A la boca del logotip, superposat a les imatges, s'escrivien els noms dels vint-i-quatre països participants. El vídeo va acabar amb una vista aèria del Globen. A continuació, la càmera va mostrar l'interior del Globen Arena submergit en la foscor i després va fer un primer pla a l'escenari. Caroline Lundgren, violinista de l'Orquestra Simfònica Juvenil d'Estocolm, vestida amb un vestit tradicional suec, va aparèixer i va exclamar: "Benvinguda Europa!" L'escenari es va il·luminar i els espectadors van començar a aplaudir. Els cinc pilars decoratius es van separar per donar pas a Kattis Ahlström i Anders Lundin. Van concloure l'obertura amb les salutacions habituals, que van pronunciar barrejant les llengües nacionals dels països participants.
L'acte d'interval va començar amb un solo de violí, interpretat per Caroline Lundgren. Després va sortir un vídeo titulat "Once Upon a Time Europe Was Covered With Ice", una pel·lícula/cançó dirigida, composta i editada per Johan Söderberg i produïda per John Nordling. Després del vídeo, la violinista Caroline Lundgren va reaparèixer a l'escenari amb el bateria Strängnäs Trumkorps més músics de carrer d'Estocolm i ballarins de la Bounce Streetdance Company.

## Final

Països participants.
Països que hi van participar al passat però no el 2000.

| Núm. | País             | Intèrpret(s)          | Cançó                            | Posició | Pts |
| ---- | ---------------- | --------------------- | -------------------------------- | ------- | --- |
| 01   | Alemanya         | Stefan Raab           | Wadde hadde dudde da?            | 5       | 96  |
| 02   | Xipre            | Voice                 | Nomiza                           | 21      | 8   |
| 03   | Àustria          | The Rounder Girls     | All To You                       | 14      | 34  |
| 04   | Malta            | Claudette Pace        | Desire                           | 8       | 73  |
| 05   | Espanya          | Serafín Zubiri        | Colgado d'un sueño               | 18      | 18  |
| 06   | Finlàndia        | Nina Åström           | A Little Bit                     | 19      | 18  |
| 07   | Irlanda          | Eamonn Toal           | Millennium of Love               | 6       | 92  |
| 08   | Suïssa           | Jane Bogaert          | La vita cos'è?                   | 20      | 14  |
| 09   | Turquia          | Pınar Ayhan & The SOS | Yorgunum Anla                    | 10      | 59  |
| 10   | Romania          | Taxi                  | The Moon                         | 17      | 25  |
| 11   | Suècia           | Roger Pontare         | When Spirits Are Calling My Name | 7       | 88  |
| 12   | Països Baixos    | Linda Wagenmakers     | No Goodbyes                      | 13      | 40  |
| 13   | Israel           | Ping Pong             | Sameyach (Be Happy)              | 22      | 7   |
| 14   | Bèlgica          | Nathalie Sorce        | Envie de vivre                   | 24      | 2   |
| 15   | Estònia          | Ines                  | Once in a Lifetime               | 4       | 98  |
| 16   | Croàcia          | Goran Karan           | Kada Zaspu Anđeli                | 9       | 70  |
| 17   | Noruega          | Charmed               | My Heart Goes Boom               | 11      | 57  |
| 18   | Letònia          | Brainstorm            | My Star                          | 3       | 136 |
| 19   | ARI de Macedònia | XXL                   | 100% te ljubam                   | 15      | 29  |
| 20   | França           | Sofia Mestari         | On aura le ciel                  | 23      | 5   |
| 21   | Dinamarca        | Olsen Brothers        | Fly on the Wings of Love         | 1       | 195 |
| 22   | Regne Unit       | Nikki French          | Don't Play That Song Again       | 16      | 28  |
| 23   | Rússia           | Alsou                 | Solo                             | 2       | 155 |
| 24   | Islàndia         | August & Telma        | Tell Me!                         | 12      | 45  |